# Farringdon Road

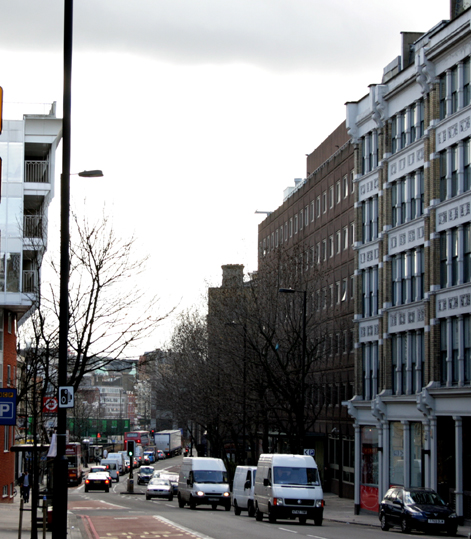
Abschnitt der Farringdon Road (Aufnahme von 2007)

Farringdon Road ist eine innerörtliche Straße in Clerkenwell, London.
Der Bau der Straße dauerte von den 1840er bis in die 1860er Jahre und gilt als eine der wichtigsten urbanen Ingenieurleistungen des 19. Jahrhunderts. Es war nicht nur eine der ersten mehrstreifigen Straßen in einer Großstadt, sondern der River Fleet wurde in einem System von Tunnels unter die Erde verlegt und somit eines der damals größten sanitären Probleme Londons gelöst. Der Bau der Straße schloss auch den weltweit ersten Abschnitt einer U-Bahn ein, einen Abschnitt der Metropolitan Railway, die später Teil der Londoner Untergrundbahn wurde und unterhalb der Farringdon Road von King’s Cross St. Pancras über Farringdon in die City führt.
In der Gegenwart ist die Farringdon Road Teil der A201 road, die King’s Cross mit Elephant and Castle verbindet. Von King’s Cross führt sie nach Südosten, überquert die Roseberry Avenue, schwenkt dann nach Süden, kreuzt die Clerkenwell Road und erreicht dann den Bahnhof Farringdon. Sie endet schließlich an der Grenze zwischen der City of London, dem London Borough of Camden und dem London Borough of Islington, an der Kreuzung mit der Charterhouse Street. Ihr weiterer Verlauf in der City of London ist die Farringdon Street.
Der Bau der Farringdon Road machte die Entfernung des Fleet Market notwendig, der 1736 über dem River Fleet, der nun der größte der unterirdischen Flüsse Londons. Nördlich des Marktes (um die Ray Street Bridge) befand sich Hockley-in-the-Hole, ein Gebiet, das für die Bärenjagd und ähnliche Aktivitäten bekannt war.
Zu den nennenswerten Gebäuden an der Farringdon Road gehören die frühere Zentrale der Tageszeitung The Guardian in Hausnummer 119, das nach einem Luftangriff mit einem Zeppelin während des Ersten Weltkriegs 1917 als Hausnummer 61 gebaute sogenannte Zeppelin Building und die Westseite des Smithfield Market.

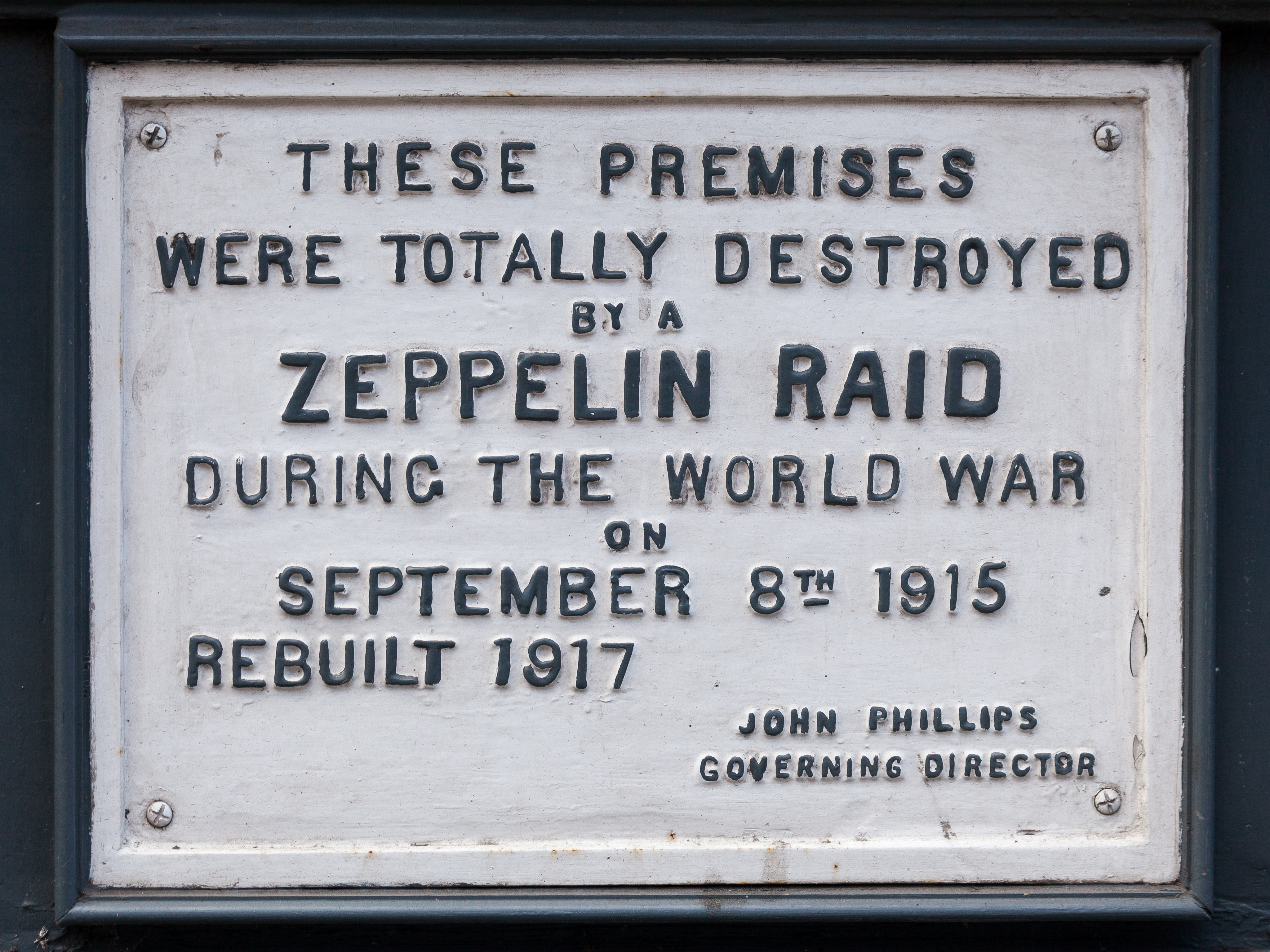
Gedenktafel, die an den Zeppelin-Luftangriff auf 61 Farringdon Road erinnert.

Ein berüchtigtes Gebäude an der Farringdon Road waren die Farringdon Road Buildings, eine Mietskaserne mit fünf Gebäuden, das in der Viktorianischen Zeit für die Arbeiterklasse gebaut wurde. Fehlende Badezimmer und schlechte sanitäre Bedingungen kennzeichneten einen der letzten Slums im Zentrum Londons, der bis in die frühen 1970er Jahre bewohnt war. Die Gebäude waren schlecht beleuchtet, übervölkert und waren verseucht mit Ratten und Kakerlaken. Die Bewohner waren gefangen in ihrer Armut und wurden dann vom Islington Borough Council umgesiedelt, und die Gebäude, in der Nachbarschaft des Exmouth Market und dem Royal Mail Mount Pleasant Sorting Office Mitte der 1970er Jahre abgerissen und ersetzt durch ein Parkhaus. Eine zeitgenössische Beschreibung der Umstände in diesen Gebäuden ist in dem Roman The Nether World von George Gissing enthalten.

## Belege
1. ↑  Zeppelin damage in Farringdon. wordpress.com, 3. Februar 2013, abgerufen am 24. September 2016.
2. ↑  George Gissing, Stephen Charles Gill: The nether world (= Oxford world’s classics.). Oxford University Press, Oxford / New York 2008, ISBN 978-0-19-953828-7 (gutenberg.org – Erstausgabe: Smith, Elder, & Co., 1889).

Koordinaten: 51° 31′ 13″ N, 0° 6′ 21″ W